# Annacotty
Annacotty (Áth na Coite en irlandais) est une ville du comté de Limerick en république d'Irlande.
La ville d'Annacotty compte 1 839 habitants.